# Megasema moeschleri
Megasema moeschleri är en fjärilsart som beskrevs av Bang-haas 1910. Megasema moeschleri ingår i släktet Megasema och familjen nattflyn. Inga underarter finns listade i Catalogue of Life.